# Willi Mietens
Willi Theodor Eduard Mietens (* 4. November 1878 in Frankfurt-Heddernheim; † 31. Juli 1933 ebenda) war ein deutscher Bankdirektor und Mitglied des Provinziallandtages der Provinz Hessen-Nassau.

## Leben
Willi Mietens wurde als Sohn des Kaufmanns Carl Mietens († 1928/1929) und dessen Ehefrau Minna Müller geboren.
Nach dem Besuch der Adlerflycht-Realschule in Frankfurt erhielt er eine Ausbildung beim Frankfurter Bankhaus Philipp N. Schmidt. Nach Abschluss der Lehre trat er im November 1899 in die Deutsche Bank ein und wurde zunächst bis 1902 in der Londoner Filiale eingesetzt. Er leistete Militärdienst als Einjährig-Freiwilliger und kam wieder zur Deutschen Bank zurück, wo ihm 1914 Handlungsvollmacht und 1919 Prokura erteilt wurden.
Er musste Kriegsdienst leisten und wurde  1921 Abteilungsdirektor und im Jahr darauf stellvertretender Direktor der Deutschen Bank. Von 1925 an leitete er als Abteilungsdirektor die Kreditabteilung der Bank.
Mietens war politisch aktiv, Mitglied der Deutschnationalen Volkspartei (später Kampffront Schwarz-Weiß-Rot) und von Juni 1928 bis März 1933 ehrenamtlicher Stadtrat in Frankfurt.
1933 erhielt er ein Mandat für den Nassauischen Kommunallandtag des preußischen Regierungsbezirks Wiesbaden bzw. für den Provinziallandtag der Provinz Hessen-Nassau.